# Sonate K. 71
Pour les articles homonymes, voir K71.
La sonate K. 71 (F.31/L.81) en sol majeur est une œuvre pour clavier du compositeur italien Domenico Scarlatti.

## Présentation
La sonate K. 71, en sol majeur, est notée Allegro. Avec les deux sonates qui l'entourent dans le manuscrit de Venise (K. 70 et 72), d'une parenté évidente, les trois reflètent le style de toccata en imitation.

## Manuscrits
Le manuscrit est le numéro 35 du volume XIV (Ms. 9770) de Venise (1742), copié pour Maria Barbara. Une copie figure à Vienne Q 15115 et une autre à Turin (I-Tn), Fonds Foà-Giordano, ms. 394 (no 13), dont Pestelli estime qu'il est postérieur à la publication des Essercizi (1738).

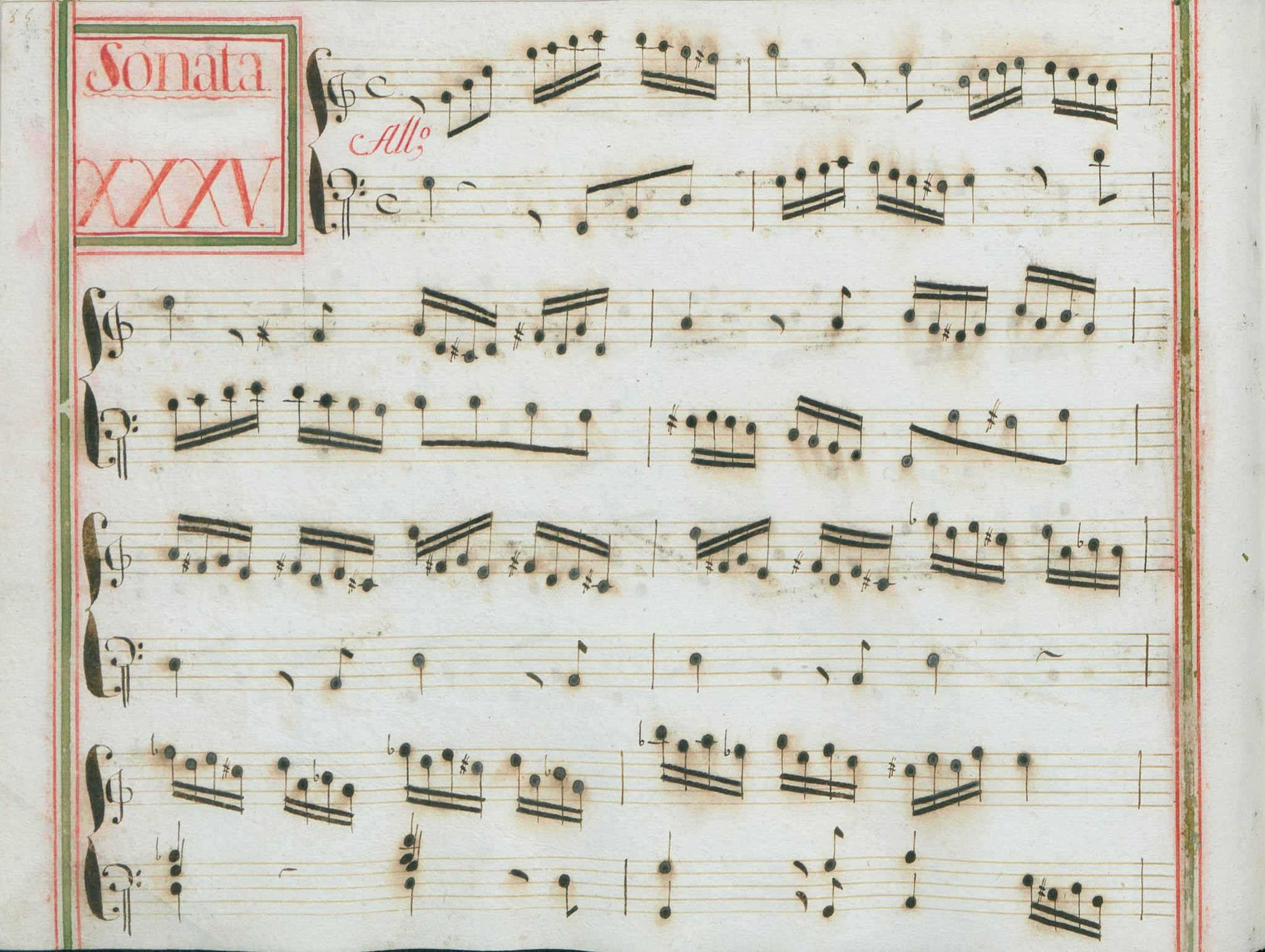
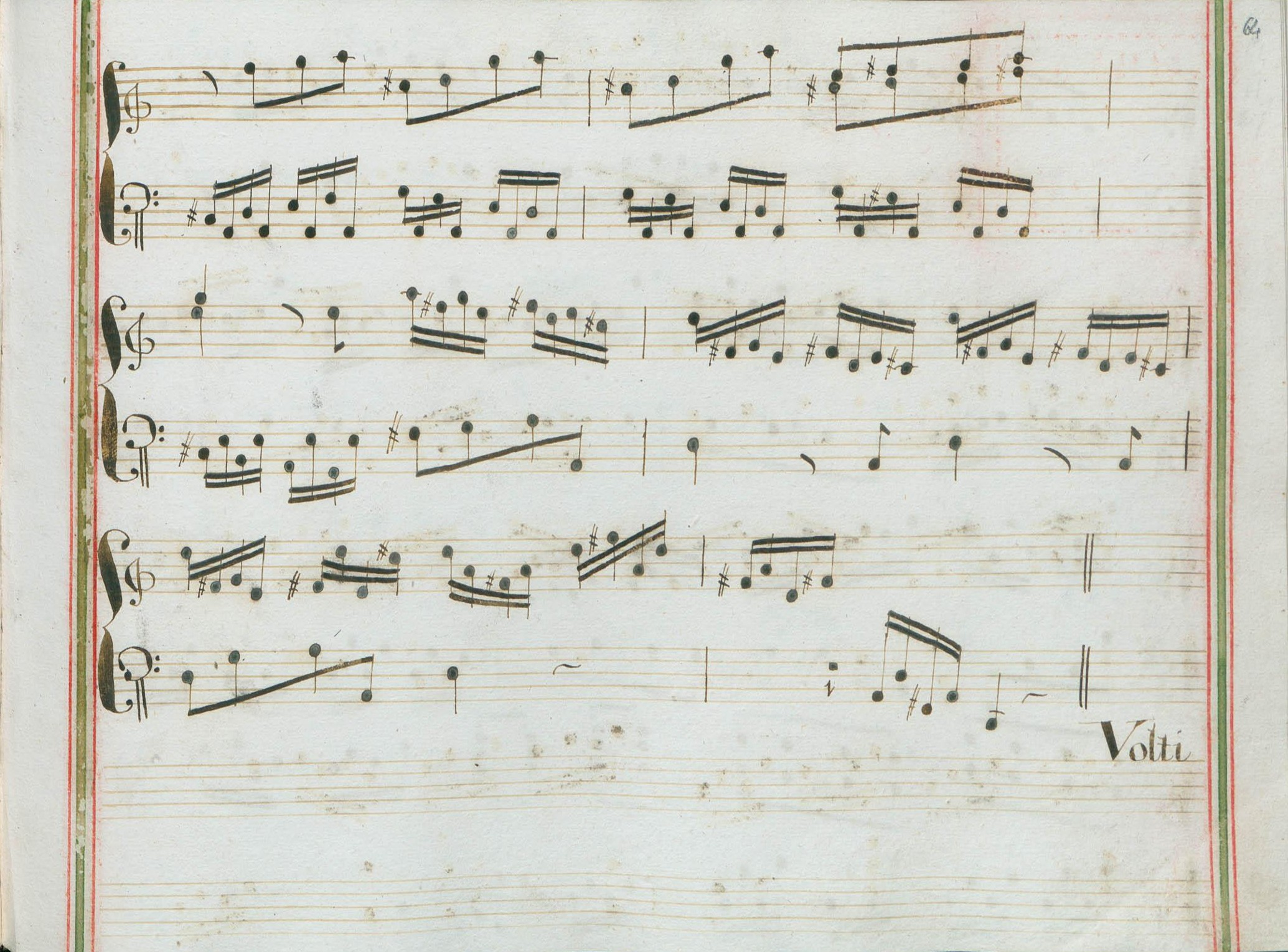
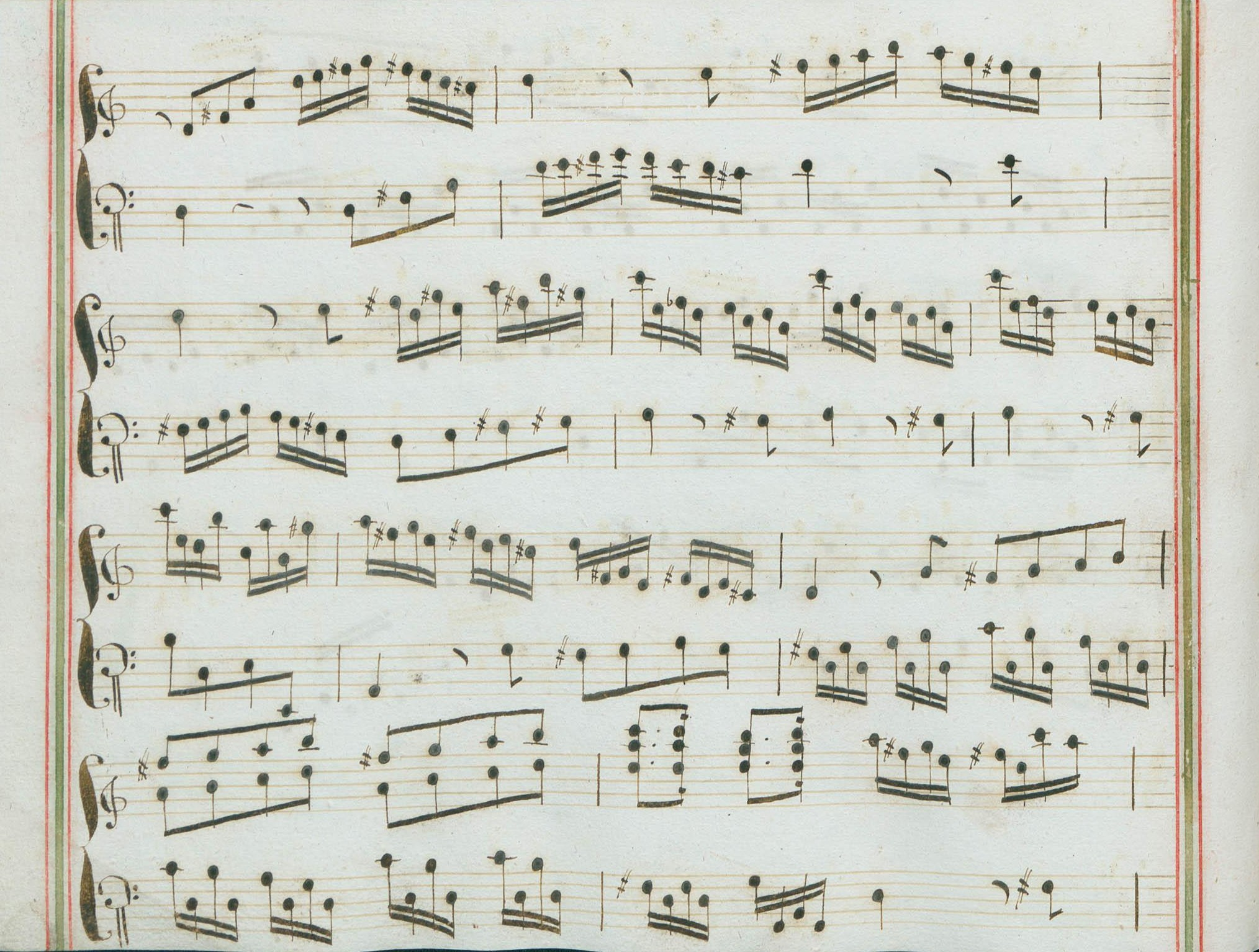
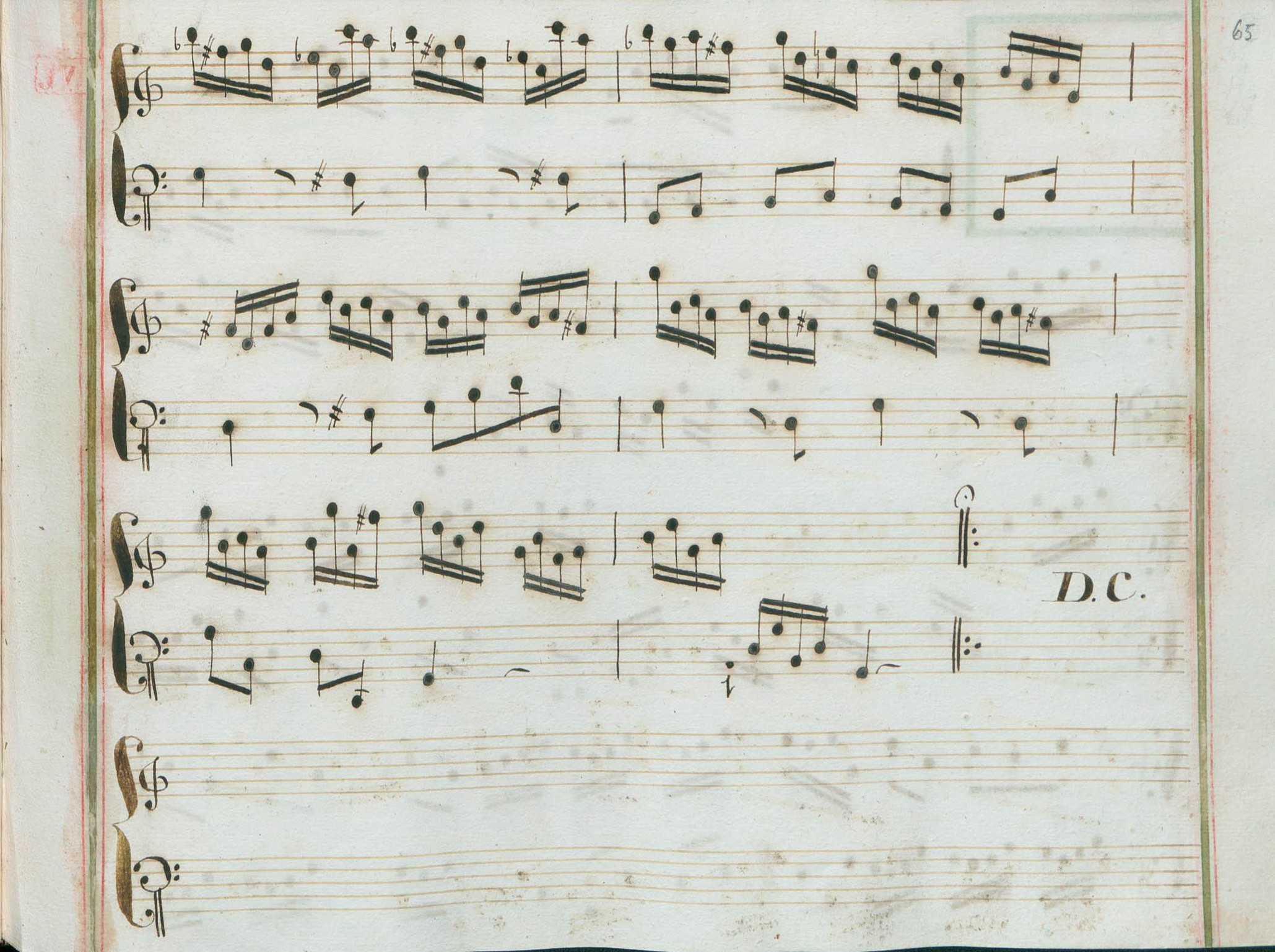

## Interprètes
La sonate K. 71 est défendue au clavecin par Scott Ross (1985, Erato)Pieter-Jan Belder (2001, Brilliant Classics, vol. 2), Francesco Cera (2002, Tactus, vol. 3) et Richard Lester (2005, Nimbus, vol. 6).

## Sources
: document utilisé comme source pour la rédaction de cet article.
- Ralph Kirkpatrick (trad. de l'anglais par Dennis Collins), Domenico Scarlatti, Paris, Lattès, coll. « Musique et Musiciens », 1982 (1re éd. 1953 (en)), 493 p. (ISBN 978-2-7096-0118-4, OCLC 954954205, BNF 34689181).
- (it) Giorgio Pestelli, Le sonate di Domenico Scarlatti : proposta di un ordinamento chronologica, Turin, Giappichelli, coll. « Archeologia e storia dell'arte » (no 2), 1967, iv-294 (OCLC 313316263, BNF 43197837)
- (en) Joel Sheveloff (thèse de doctorat), The keyboard music of Domenico Scarlatti : a re-evaluation of the present state of knowledge in the light of the sources, Ann Arbor, Brandeis University, 1970, xiv-688 (OCLC 832477), p. 201
- Alain de Chambure, « Domenico Scarlatti, Intégrale des sonates — Scott Ross », Erato/Éditions Costallat (2564-62092-2 (livret : 2292-45309-2)), 1985 (OCLC 891183737) .
- (en) W. Dean Sutcliffe, The Keyboard Sonatas of Domenico Scarlatti and Eighteenth-Century Musical Style, Cambridge / New York, Cambridge University Press, 2008, xi-400 (ISBN 978-0-521-07122-2, OCLC 1005658462, BNF 42017486, présentation en ligne).
- (es) Celestino Yáñez Navarro (thèse), Nuevas aportaciones para el estudio de las sonatas de Domenico Scarlatti. Los manuscritos del Archivo de Música de las Catedrales de Zaragoza, Université autonome de Barcelone, 2016 (lire en ligne)